# Requisitos para ser una persona normal
Pour plus de détails, voir Fiche technique et Distribution.
Requisitos para ser una persona normal est un film espagnol réalisé par Leticia Dolera, sorti en 2015.

## Synopsis
María est une jeune femme de 30 ans à qui la vie ne sourit pas : elle n'a pas de travail, elle a été chassée de son appartement, sa vie amoureuse est inexistante et elle est éloignée de sa famille. Lors d'un entretien d'embauche, on lui demande quel genre de personne elle est, et après s'être rendue compte qu'elle ne remplit aucune des conditions pour être considérée comme « normale », elle décide de changer. 

## Fiche technique
- Titre : Requisitos para ser una persona normal
- Réalisation : Leticia Dolera
- Scénario : Leticia Dolera
- Musique : Luthea Salom
- Photographie : Marc Gómez del Moral
- Montage : Faruk Yusuf Akayran et David Gallart
- Production : Axel Kuschevatzky
- Société de production : Canal+ España, Corte y Confección de películas, Estómago de la Vaca, El, Telefonica Studios, Televisió de Catalunya et Televisión Española
- Pays :  Espagne
- Genre : Comédie romantique
- Durée : 90 minutes
- Dates de sortie : 
  - Espagne : 4 juin 2015

## Distribution
- Leticia Dolera : María de las Montañas
- Manuel Burque : Borja
- Sílvia Munt : Bárbara
- Jordi Llodrà : Álex
- Miki Esparbé : Gustavo
- Alexandra Jiménez : Cristina Pi
- Blanca Apilánez : Estefanía
- Jorge Suquet : Pablo
- Núria Gago : Noelia
- David Verdaguer : Juan

## Distinctions
Le film a été nommé pour trois prix Goya.